# 小行星5701
小行星5701（5701 Baltuck）是一颗绕太阳运转的小行星，为主小行星带小行星。该小行星于1929年11月3日发现。

## 轨道参数
小行星5701的轨道半长轴为2.7530814 UA，离心率为0.193。